# Laffly V10M
Il Laffly V10M era una famiglia di automezzi militari su telaio a quattro ruote motrici prodotto dalla francese Laffly. I diversi modelli furono usati dall'Esercito francese e dalla Wehrmacht durante la seconda guerra mondiale.

## Storia
La società Laffly, originariamente produttrice di mezzi pesanti quali autocarri ed autobus, negli anni venti e trenta si era specializzata nella progettazione di veicoli fuoristrada. I telai Laffly, originariamente in configurazione 6×6, si distinguevano per l'avanzano sistema di trasmissione e sospensione ed, esteticamente, per le due coppie di ruote folli, rispettivamente sotto al muso e tra il primo ed il secondo asse, che favorivano il superamento degli ostacoli.
Il V10M era una piccola Voiture de liaison tout terrain o VLTT (vettura fuoristrada da collegamento) destinata alle truppe da montagna ("M" di Montagne), come veicolo da trasporto e collegamento e trattore d'artiglieria leggero. Fu l'unica versione della famiglia V10 ad essere prodotta per l'Armée de terre, mentre le versioni da ricognizione V10R e V10CM non furono acquisite.

## Tecnica
Il V10M era la versione trattore leggero da montagna , più stretto e più leggero. Il telaio, formato da due longheroni in acciaio profilati ad U, era a due assi a trazione integrale. Una coppia di piccole ruote folli è posizionata sul muso del mezzo per meglio affrontare terrapieni e gradini; una seconda coppia è posta tra il primo ed il secondo asse, sotto la cabina di guida, per aiutare il superamento di dossi. Le sospensioni anteriori erano elicoidali, mentre le posteriori avevano barre di torsione e dispositivi di compensazione. Il passo era ridotto rispetto alle altre versioni 4×4 Laffly V15. La trazione anteriore era permanentemente inserita. Sia le ruote anteriori che le posteriori erano direttrici e consentivano quindi un raggio di sterzata di soli 7,33 m contro i 10,28-10,48 del V15T. Il veicolo era propulso da un motore a benzina Hotchkiss da 1.460 cm³, erogante 38 CV a 3400 giri/min.